# South Africa International 2022
Die South Africa International 2022 im Badminton fanden vom 1. bis zum 4. Dezember 2022 in Kapstadt statt.

## Sieger und Platzierte
| Disziplin    | Gold                        | Silber                       | Bronze                              |
| ------------ | --------------------------- | ---------------------------- | ----------------------------------- |
| Herreneinzel | Hung Chun-chung             | Adham Hatem Elgamal          | An Chi-chen                         |
| Herreneinzel | Hung Chun-chung             | Adham Hatem Elgamal          | Brian Kasirye                       |
| Dameneinzel  | Lee Yu-hsuan                | Johanita Scholtz             | Nour Ahmed Youssri                  |
| Dameneinzel  | Lee Yu-hsuan                | Johanita Scholtz             | Huang Pei-chen                      |
| Herrendoppel | Lee Wen-che Liu Yu-che      | Yu Yen-cheng Hung Chun-chung | Jarred Elliott Robert Summers       |
| Herrendoppel | Lee Wen-che Liu Yu-che      | Yu Yen-cheng Hung Chun-chung | Caden Kakora Robert White           |
| Damendoppel  | Husan Ying-cheng Tsai Li-yu | Lee Yu-hua Tsai Li-jie       | Amy Ackerman Deidre Laurens Jordaan |
| Damendoppel  | Husan Ying-cheng Tsai Li-yu | Lee Yu-hua Tsai Li-jie       | Xiao Qian Fan Lee Yu-hsuan          |
| Mixed        | Yu Yen-cheng Lee Yu-hua     | Hung Chun-chung Lee Yu-hsuan | An Chi-chen Husan Ying-cheng        |
| Mixed        | Yu Yen-cheng Lee Yu-hua     | Hung Chun-chung Lee Yu-hsuan | Adham Hatem Elgamal Doha Hany       |